# Roma locuta, causa finita
Roma locuta, causa finita é uma frase latina que significa literalmente em português: "Roma falou, o caso está encerrado".
É usado para indicar que um determinado assunto foi resolvido por alguém que possui autoridade incontestável.

## Origem
A origem desta frase encontra-se em Santo Agostinho de Hipona (354-430). Para encerrar a controvérsia pelagiana, o papa Inocêncio I condenou essa heresia tão enfaticamente em 417 que motivou Santo Agostinho de Hipona a pronunciar essa famosa frase em 23 de setembro de 417 em seu sermão número 131,10: 

«…iam enim de hac causa duo concilia missa sunt ad sedem apostolicam; inde etiam rescripta venerunt; causa finita est.» (…sobre este assunto, já dois Concílios enviaram mensagens à Sé Apostólica, que retornou resposta. O caso está encerrado.)

## Usos posteriores
Esta frase, transformada em ditado, foi citada em inúmeras ocasiões:
- Após o Descobrimento da América, os Reis Católicos se voltaram para o Papa Alexandre VI para legitimar suas intervenções no Novo Mundo. O Papa emitiu até quatro bulas em 1493, marcando a linha de demarcação entre os territórios reservados à Espanha e Portugal (bulas que mais tarde lançariam as bases do Tratado de Tordesilhas). O rei português não aceitou a linha de demarcação papal e, após protesto ao Papa, recebeu em resposta: "Roma locuta, causa finita" impondo assim a vontade papal.[4]

- Ironicamente, a frase também é usada substituindo o sujeito (Roma), ou usando pontos de interrogação. Por exemplo: «Cuba locuta, causa finita?",[5] "Ciência locuta, causa finita",[6] ou também "Google locuta, causa finita".